# Aéroport international d'Asaba
L'aéroport international d'Asaba (code IATA : ABB • code OACI : DNAS) est un aéroport desservant Asaba, la capitale de l'État du Delta, et Onitsha, dans l'État d'Anambra, au Nigeria. Des vols internes desservent Lagos et Abuja (compagnies Arik Air, Aero Contractors et Overland Airways). 

## Situation
| Uyo Katsina Owerri Asaba Kaduna Maiduguri Port · Harcourt Int. P. Harcourt · Ville Kano Lagos Abuja Sokoto Enugu Akure Bauchi Benin Dutse Ibadan Ilorin Jalingo Makurdi Calabar Warri Jos Yola |

## Compagnies et destinations
| Compagnies              | Destinations                                                |
| ----------------------- | ----------------------------------------------------------- |
| Aero Contractors        | Abuja-N. Azikiwe, Lagos-Murtala Muhammed                    |
| Air Peace               | Abuja-N. Azikiwe, Kano-Mallam Aminu, Lagos-Murtala Muhammed |
| Arik Air                | Abuja-N. Azikiwe, Lagos-Murtala Muhammed                    |
| Max Air                 | Abuja-N. Azikiwe                                            |
| Overland Airways        | Abuja-N. Azikiwe                                            |
| United Nigeria Airlines | Abuja-N. Azikiwe, Lagos-Murtala Muhammed                    |

Édité le 17/11/2017  Actualisé le 3/11/2023